# О бедном гусаре замолвите слово
«О бе́дном гуса́ре замо́лвите сло́во» — советский художественный цветной трагикомедийный телевизионный фильм 1980 года режиссёра Эльдара Рязанова.
Премьера фильма на Центральном телевидении СССР состоялась 1 января 1981 года.

## Сюжет
Действие картины происходит в николаевские времена, примерно через 30 лет после Отечественной войны 1812 года (Александра Пушкина уже нет в живых, но бунтовщиков по старой памяти ещё именуют «карбонариями»). Небольшой город Губернск взбудоражен вступлением гусарского полка. В это же время в город прибывает граф Мерзляев — чиновник из Санкт-Петербурга, имеющий поручение проверить нескольких офицеров этого полка на благонадёжность.
В местной тюрьме сидит попавший туда за скандальный поступок провинциальный актёр Афанасий Петрович Бубенцов, в дочь которого — Настю — влюбляется подозреваемый в неблагонадёжности корнет Алексей Васильевич Плетнёв. Мерзляев привлекает Бубенцова для своей операции, заставив его разыгрывать роль опасного бунтовщика, которого под конвоем должен перевезти к месту казни Плетнёв (расстрельную команду должны заменить его товарищи, чтобы доказать свою лояльность). Однако из чувства чести и сострадания Плетнёв отпускает Бубенцова на свободу, после чего на актёра начинается уже настоящая охота.
В итоге Бубенцова ловит продавец попугаев Перцовский, принявший его за мужика, который продал Перцовскому попугая, кричащего «долой царя», и доставляет к Мерзляеву. Чтобы не подставлять Плетнёва, актёр говорит, что на самом деле является карбонарием. После этого Бубенцова везут уже на настоящий расстрел. Гусары, узнав, что расстреливать будут будущего тестя Плетнёва, готовы расправиться с Мерзляевым и его свитой. Кровопролитие останавливает Бубенцов, сообщая, что патроны холостые. Он показательно стреляет в себя, доказывая, что это инсценировка. Но от напряжения сил с ним случается инфаркт. Афанасий Петрович умирает. На следующий день гусары покидают Губернск.
В эпилоге герои рассказывают о своей дальнейшей судьбе…

## В фильме снимались

### В главных ролях
- Евгений Леонов — Афанасий Петрович Бубенцов, провинциальный актёр-трагик
- Ирина Мазуркевич — Настенька Бубенцова (в замужестве Плетнёва), дочь Афанасия Петровича
- Станислав Садальский — корнет Алексей Васильевич Плетнёв
- Олег Басилашвили — граф Мерзляев (впоследствии Мерзяев[1]), действительный тайный советник из Санкт-Петербурга, ухажёр Насти
- Георгий Бурков — Егорыч Артюхов, камердинер Мерзляева
- Валентин Гафт — полковник Иван Антонович Покровский, командир гусарского полка

### В ролях
- Наталья Гундарева — Зина (Жужу), модистка из салона мадам Жозефины
- Светлана Немоляева — мадам Жозефина
- Лия Ахеджакова — модистка из салона мадам Жозефины
- Зиновий Гердт — Лев Борисович Перцовский, продавец попугаев, нанятый Мерзляевым филёр
- Виктор Павлов — Степан, тюремщик
- Борислав Брондуков — тюремщик
- Владимир Носик — гусар Симпомпончик
- Валерий Погорельцев — гусар Лыткин
- Николай Кочегаров — гусар
- Алексей Шмаринов — гусар
- Анатолий Егоров — гусар
- Валентина Талызина — Анна Петровна Спешнева, провинциальная актриса
- Григорий Шпигель — суфлёр / провинциальный актёр
- Готлиб Ронинсон — Марк Юльевич Мовзон, провинциальный актёр
- Виктор Филиппов — Фёдор Степанович Спиридонов, провинциальный актёр
- Александр Белявский — губернатор
- Зоя Василькова — губернаторша
- Эльдар Рязанов — трактирщик-кондитер
- Андрей Миронов — текст от автора

## Музыка
Для кинофильма «О бедном гусаре…» композитор Андрей Петров написал песни на стихи русских поэтов. В записи музыки и песен, выпущенных позднее на грампластинке, принимали участие Оркестр Госкино СССР (дирижёр Сергей Скрипка) и Государственный духовой оркестр РСФСР (дирижёр Н. Сергеев).
1. «Песенка про трубачей» (Михаил Савояров, 1911), исполняет Андрей Миронов. На пластинке и в титрах указано — «Слова народные». Авторство этой песни зачастую ошибочно приписывается Александру Галичу, который знал, любил и исполнял её.
2. Вальс (Андрей Петров), исполняет Оркестр Госкино СССР.
3. «О бедном гусаре замолвите слово» (неизвестный автор[3][4]), исполняет Станислав Садальский.
4. «Друзьям» (Пётр Вяземский, 1861), исполняет Андрей Миронов.
5. Полька-галоп
6. «Большая дорога» (Михаил Светлов, 1928), исполняет Андрей Миронов.
7. Романс Настеньки («Вы, чьи широкие шинели…») (Марина Цветаева, «Генералам двенадцатого года», 1913), исполняет Ирина Мазуркевич.
8. Марш (Андрей Петров), исполняет Оркестр Госкино СССР.
9. Песенка Плетнёва («Сердца томная забота…») (Пётр Вяземский, «Хандра», 1831), исполняет Станислав Садальский.
10. Песенка в пансионе («Зима пронеслась, и весна началась») (Роберт Бёрнс, перевод Самуила Маршака). Исполняют Ирина Мазуркевич, Валентин Гафт и вокальный ансамбль. Английское стихотворение «The Winter It Is Past» написано в 1788 году, а перевод Маршака опубликован в 1959 году (только 2 первые строфы).
11. «Романс полковника» (Пётр Вяземский, «Я пережил», 1837), исполняет Валентин Гафт.
12. И опять про трубачей (смотри № 1).

## Съёмочная группа
- Авторы сценария: Григорий Горин, Эльдар Рязанов
- Режиссёр-постановщик: Эльдар Рязанов
- Оператор-постановщик: Владимир Нахабцев
- Художник-постановщик: Александр Борисов
- Художник по костюмам: Нэлли Фомина
- Композитор: Андрей Петров
- Звукооператор: Александр Оганесян
- Дирижёр: Сергей Скрипка
- Запись музыки: Виктора Бабушкина
- Песни на стихи: Петра Вяземского, Марины Цветаевой, Михаила Светлова, Михаила Савоярова
- Песни исполняют: Андрей Миронов, Станислав Садальский, Ирина Мазуркевич, Валентин Гафт
- Монтажёр: Валентина Кулагина
- Художник-гримёр: Татьяна Ковригина
- Режиссёры: Владимир Досталь, Л. Биц, В. Васильев, О. Макарихин
- Оператор: С. Арманд
- Редактор: И. Наумова
- Музыкальный редактор: Раиса Лукина
- Директор картины: Борис Криштул

## История создания
Работа над фильмом стала тяжёлым испытанием для режиссёра и всей съёмочной группы. Сценарий фильма был написан летом и осенью 1978 года. В Комитете по кинематографии СССР сценарий не приняли, и Эльдар Рязанов отнёс его на Центральное телевидение СССР. Осенью 1978 года шли съёмки фильма «Гараж», а режиссёр ждал решения по фильму «О бедном гусаре замолвите слово». После долгих бюрократических проволочек сценарий был принят в производство на ТО «Экран».
Осенью 1979 года картина была запущена в производство на кинематографической базе студии «Мосфильм», а в декабре советские войска вступили в Афганистан. Это обстоятельство самым неожиданным образом сказалось на сюжете будущего фильма. Изначально, по замыслу создателей, Мерзляев был жандармским офицером, но, по настоянию телевизионного руководства, всякое упоминание об этом российском силовом ведомстве было исключено из сценария фильма. В результате Мерзляев стал невнятным чиновником по особым поручениям.
При этом, чтобы в его должности звучала причастность к спецслужбам, его наградили чином действительного тайного советника. Такой генеральский чин в Российской империи могли носить только высшие чиновники уровня министра. Сюжетный ход выглядел неправдоподобным. Чиновник такого ранга не стал бы лично приезжать в провинциальный город и заниматься мелкими интригами.
Были и другие правки: «Заведение мадам Жозефины» превратилось в «Салон мод мадам Жозефины», и гусары заходят в гости к белошвейкам и модисткам. Зрителям приходилось самим догадываться, что за эвфемизмом скрывался публичный дом. В результате этих, на первый взгляд, небольших изменений пришлось полностью переписывать весь сценарий, но смысловые нестыковки всё равно остались.
На роль Плетнёва пробовались Александр Абдулов и Валерий Шальных. Узнав от последнего о пробах, актёр Станислав Садальский, деливший с Шальных одну гримёрку в «Современнике», попросил почитать сценарий будущего фильма. По рекомендации Владимира Мотыля, у которого Садальский уже снимался ранее, Рязанов его утвердил на роль Плетнёва.
Одной из претенденток на роль Настеньки была Татьяна Догилева, а на роль Афанасия Бубенцова пробовались Леонид Броневой и Александр Калягин.
В марте 1980 года завершились пробы актёров. Съёмки фильма прошли в Ленинграде, Павловске и московской усадьбе Братцево летом 1980 года и закончились уже в августе. Несколько раз по ходу работы над фильмом Рязанов получал распоряжения закрыть фильм, но за него вступались чиновники Госкино СССР. Сценарий претерпел множество изменений и цензурных пропусков.

Работа над фильмом «О бедном гусаре…» была не только проверкой профессионализма, она была экзаменом на честность, порядочность и благородство. Содержание картины перекликалось с нашей жизнью, с нашей работой. Провокации, интриги, гнусности, о которых рассказывалось в нашем сценарии, мы испытывали на себе, снимая картину. Каждая сцена, которую предстояло снимать завтра, как правило, накануне переделывалась, уточнялась, дописывалась, что тоже усиливало хаос и неразбериху на съёмочной площадке.
Пожалуй, «О бедном гусаре…» была моя самая непосильная работа. Удары сыпались со всех сторон, извне и изнутри.
— Эльдар Рязанов
В ноябре 1980 года прошла приёмка картины. Комиссия раскритиковала финал и потребовала не делать его столь трагическим. После сложных дискуссий Рязанову поначалу удалось сохранить трагикомедийный замысел и оставить смерть Бубенцова. Премьерный показ картины на ЦТ СССР состоялся 1 января 1981 года. Последнее цензурное изменение было внесено буквально за два дня до премьеры. Всемогущий председатель Гостелерадио Сергей Лапин, как известно, не любил сцен, связанных с церквями на экране, и распорядился о правке фильма.
В 1981 году зрители увидели финал, в котором не было короткой сцены с похоронами Бубенцова около церкви и некоторых других реплик героев. После этого картина не демонстрировалась на телевизионном экране около пяти лет, и следующий показ состоялся только 4 января 1986 года.
В 1996 году в рамках ретроспективы фильмов Эльдара Рязанова на телеканале «ОРТ» была показана расширенная режиссёрская версия фильма.